# Леоне, Трейси
Трейси Мария Леоне (англ. Tracey Marie Leone; род. 5 мая 1967, США), урождённая Бейтс (англ. Bates) — американская футболистка и футбольный тренер, выступавшая на позиции полузащитника. Чемпионка мира (1991) в составе национальной сборной.

## Карьера

### Студенческая карьера
В футболе дебютировала в 1985 году в женском футбольном клубе из своего университета «Норт Каролайна Тар Хилз», где провела четыре года своей игровой карьеры. В 1989 году завершила клубную карьеру футболистки.

### Карьера в сборной
В 1987 году дебютировала в официальных матчах в составе женской национальной сборной США по футболу. В 1991 году вместе с командой завоевала золотую медаль на первом чемпионате мира по футболу среди женщин.
Всего в составе сборной приняла участие в 29 матчах, отметившись пятью забитыми мячами.

### Тренерская карьера
В 1991 году стала помощником главного тренера женского футбольного клуба «Крейтон Блюджейс», а в 1993 году возглавила тренерский штаб клуба «Клемсон Тайгерс», который тренировала на протяжении следующих шести лет.
В 2000 году Леоне стала главным тренером молодёжной женской сборной США до 20 лет, а в 2004 году стала ассистентом главного тренера национальной сборной США. В 2005 году стала помощником тренера команды «Аризона Стейт Сан Девилс», а в 2007 году стала работать в тренерском штабе женского клуба «Гарвард Кримсон». С 2010 по 2015 год Леоне работала в клубе «Нортистерн Хаскиз», а с 2024 года является ассистентом тренера своего бывшего клуба «Норт Каролайна Тар Хилз».

## Личная жизнь
Леоне замужем за бывшим футболистом Рэем Леоне, который тоже являлся тренером многих женских американских футбольный клубов.